# Shipdham
Shipdham – wieś w Anglii, w hrabstwie Norfolk, w dystrykcie Breckland. Leży 28 km na zachód od Norwich i 143 km na północny wschód od Londynu. W 2001 miejscowość liczyła 5 mieszkańców.